# Diritti LGBT a Gibuti

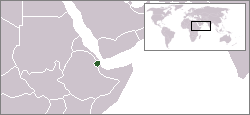

Le persone LGBT non sono perseguitate ma non godono di una qualsiasi protezione dalle discriminazioni nei loro confronti.
Le coppie omosessuali non dispongono di tutele giuridiche per le loro unioni.

## Leggi sull'attività sessuale tra persone dello stesso sesso
La legalità dei rapporti sessuali tra persone dello stesso sesso è ambigua a Gibuti. Sebbene non esista una legge che ne specifichi la legalità o l'illegalità, ciò non impedisce alle autorità di perseguire penalmente l'esposizione pubblica di comportamenti sessuali tra persone dello stesso sesso ai sensi delle leggi che vietano le violazioni della "buona morale".

## Tutele contro la discriminazione
La legge n. 119/AN/15/7L che istituisce un Sistema di Informazioni Creditizie tutela l'orientamento sessuale come dato sensibile. Secondo la legge, per "dato sensibile" si intendono "i dati personali che riguardano la sfera privata di una persona fisica e che possono dar luogo a comportamenti discriminatori nei suoi confronti o esporla a gravi rischi. Tali dati sensibili includono, tra gli altri, l'origine razziale o etnica, le opinioni politiche, filosofiche o religiose o l'appartenenza sindacale, nonché le informazioni relative all'orientamento sessuale o alla salute di una persona".
Il Dipartimento di Stato americano riferisce inoltre che non esistono leggi note che proibiscano la discriminazione contro le persone LGBT in alcun contesto e che la violenza e lo stigma sociale sono diffusi.

## Condizioni di vita
La relazione sui diritti umani del Dipartimento di Stato degli Stati Uniti del 2015 ha rilevato che "non sono stati segnalati casi di violenza sociale o discriminazione basata sull'orientamento sessuale" ma "le norme sociali non consentivano la discussione pubblica sull'omosessualità" e "le persone non dichiaravano apertamente di essere omosessuali".

## Tabella riassuntiva
| Legalità dell'attività omosessuale                                  | (da sempre) |
| Parità di età del consenso                                          | (da sempre) |
| Leggi anti-discriminazione nel mondo del lavoro                     | No          |
| Leggi anti-discriminazione nella fornitura di beni e servizi        | No          |
| Leggi anti-discriminazione contro espressioni di odio e di violenza | No          |
| Matrimonio tra persone dello stesso sesso                           | No          |
| Riconoscimento delle coppie dello stesso sesso                      | No          |
| Adozione da parte di coppie dello stesso sesso                      | No          |
| Adozione congiunta                                                  | No          |
| Permesso di servire apertamente come gay nelle forze armate         | No          |
| Diritto legale di cambiare genere sessuale                          | No          |
| L'accesso alla fecondazione in vitro per le lesbiche                | No          |
| Maternità surrogata commerciale per le coppie maschili gay          | No          |
| Permesso di donare il sangue                                        | No          |